# St. Stephanus, Laurentius und Vitus (Unterwiesenbach)

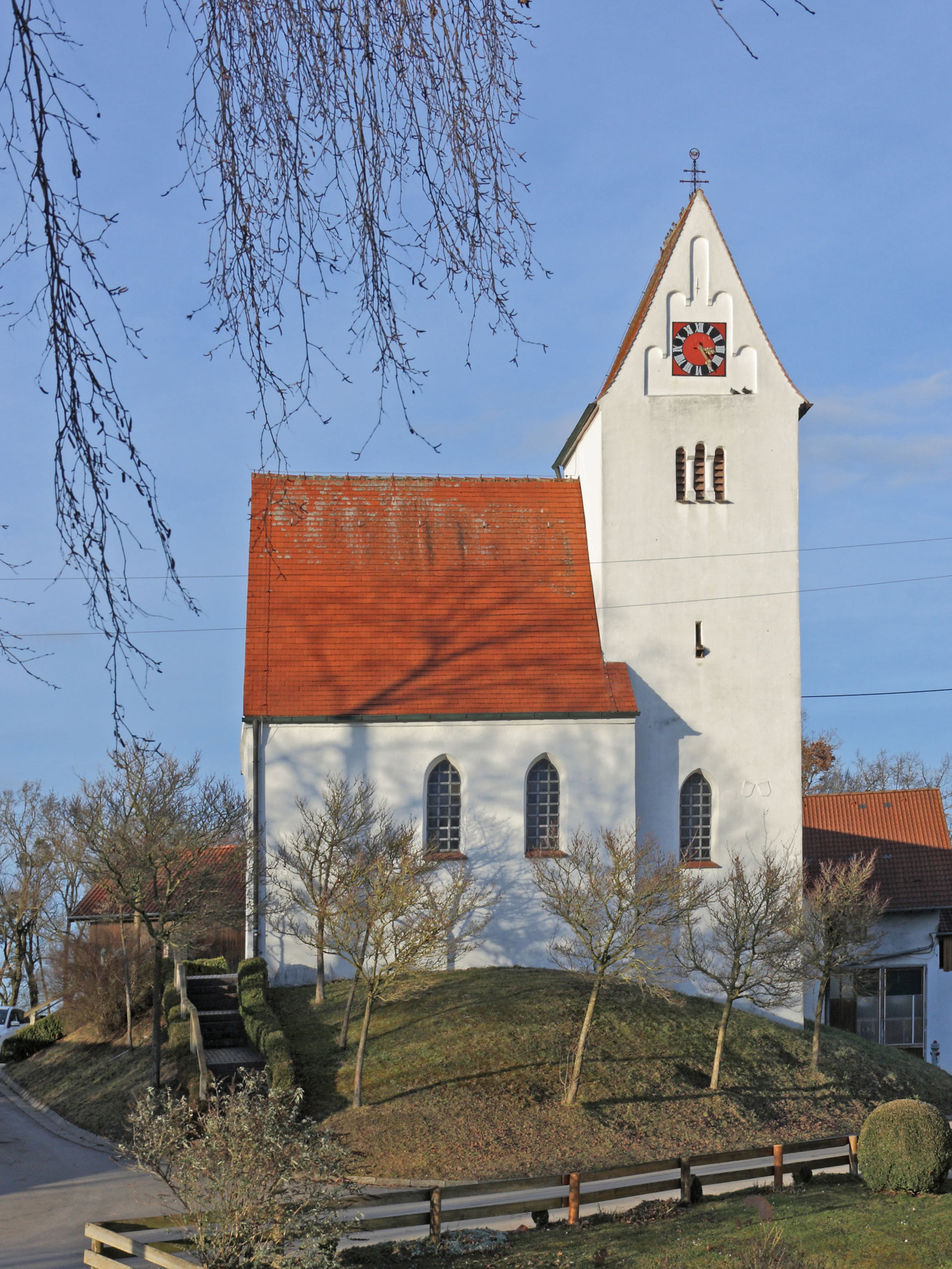
St. Stephanus, Laurentius und Vitus in Unterwiesenbach

Die römisch-katholische Filialkirche St. Stephanus, Laurentius und Vitus steht in Unterwiesenbach, einem Gemeindeteil von Wiesenbach im schwäbischen Landkreis Günzburg in Bayern. Das Bauwerk ist in der Liste der Baudenkmäler in Wiesenbach (Schwaben) als Baudenkmal unter der Nr. D-7-74-189-1 eingetragen.

## Beschreibung
Die Saalkirche besteht aus einem Langhaus aus der zweiten Hälfte des 15. Jahrhunderts, das mit einem Satteldach bedeckt ist, und einem Chorturm aus dem 14. Jahrhundert im Osten, der quer mit einem Satteldach bedeckt ist. Er wurde in der zweiten Hälfte des 15. Jahrhunderts um ein Geschoss aufgestockt, das hinter den als Triforien gestalteten Klangarkaden den Glockenstuhl beherbergt. Die Zifferblätter der Turmuhr sind an den Giebeln angebracht.
Der Innenraum des Chors, das ist das Erdgeschoss des Chorturms, ist mit einem Kreuzgratgewölbe überspannt. Die um 1470/80 entstandenen Deckenmalereien, auf denen die Evangelistensymbole dargestellt sind, und die Wandmalereien, auf denen u. a. die Taufe Jesu dargestellt ist, stammen aus der Ulmer Schule.